# Teknikåret 2016

## Händelser
- 6-9 januari – CES hålls i Las Vegas.[1]

## Avlidna
- 3 januari – Peter Naur, 87, dansk datavetare.[2]

### Fotnoter
1. ↑  ”Moddare bygger dator i Star Wars-chassi”. Sweclockers. 30 december 2005. http://www.sweclockers.com/nyhet/21501-moddare-bygger-dator-i-star-wars-chassi. Läst 2 januari 2016.
2. ↑  Den verdensberømte it-dansker Peter Naur er død (danska)